# СК Портимоненсе
Портимоненсе Спортинг Клубе (на португалски: Portimonense Sporting Clube), по-популярен като Портимоненсе е португалски футболен клуб от град Портимао, Южна Португалия. До 1990 г. е редовен участник в Португалска лига, където се състезават в тринадесет поредни сезона. Най-доброто постижение на клуба е 5-о място в крайното класиране на сезон 1984 – 85. Така през следващия сезон придобиват право на участие в турнира за Купата на УЕФА, тяхно единствено. Там жребия ги противопоставя на сръбския гранд Партизан Белград, когото побеждават у дома с 1:0, но губят в реванша с 0:4 и отпадат от турнира

## Успехи

### Домашни турнири
- Лига Сагреш
  - 5-о място (1): 1984/85
- Лига де Онра: (2 ниво)
  -  Шампион (1): 2016/17
- Купа на Португалия:
  - 1/2 финалист (3): 1982/83, 1986/87, 1987/88

## Известни бивши футболисти
- Пауло Тейшера
- Витор Дамаш
- Диого Андраде
- Диамантино Миранда
- Сезар Брито
- Руи Агуаш
- Франсиско Гомес
- Миран
- Еривертон Лима
- Ян Сьоренсен
- Аделино Лопеш
- Родолфо Лима

## Български футболисти
- Пламен Гетов
- Красимир Безински
- Владко Шаламанов: 2001/04 (46 мача - 7 гола)
- Силвестър Джаспър: 2003/04 (25 мача - 2 гола)